# Xanthorhoe delicata
Xanthorhoe delicata là một loài bướm đêm trong họ Geometridae.